# Les Visages écrasés
Les Visages écrasés est un roman noir de Marin Ledun publié en mars 2011 aux éditions du Seuil et ayant obtenu divers prix.

## Résumé
Dans un site de centre d'appels de Valence (Drôme), le vendredi 13 mars 2009, vers 19h30, le téléconseiller Vincent Fournier, épuisé, vidé, essoré, suivi depuis quatre ans, vient, visage cadavérique, en consultation au cabinet du médecin du travail de l'entreprise, Dr Carole Matthieu, refuse un nouvel arrêt de travail, demande à rester en poste, est traité aux antidépresseurs. Une heure plus tard, le docteur repasse le voir et l'abat au Beretta 92 : un acte médical. En même temps qu'un soulagement (p. 17), extrême-onction (p. 54).
Le contexte est celui du stress des centres d'appels téléphoniques : méthodes managériales, organisation du travail, règles de travail modifiées chaque semaine, tensions, agressions, harcèlements, humiliations, consultations médicales, arrêts de travail, syndromes d'épuisement professionnel, suicides. Le récit est mené par Carole Matthieu, elle-même sous amphétamines, tranquillisants, sédatifs (Xanax, Rivotril, Pondéral, Isoméride, Stilnox). Elle repasse en revue les dossiers médicaux de ses patients, les courriers internes de l'entreprise, les rapports psychiatriques extérieurs des employés, rapports de l'Inspection du travail...
Le lundi 16 mars 2009, l'enquête sur le meurtre, tardivement découvert, est engagée. Les collègues se pressent en consultation. Un médecin est appelé en renfort. Le vigile est arrêté.
À 18h, se tient une réunion exceptionnelle du Comité d'hygiène, de sécurité et des conditions de travail (CHSCT). 
L'assistant au directeur propose de communiquer sur une prime annuelle de cent cinquante euros et l'embauche de sept téléconseillers en intérim. 
Carole Matthieu menace de déposer une demande d'expertise pour non-respect de la législation en matière de santé, pratiques managériales irresponsables et non-assistance à personne en danger de mort (p. 125).
Puis, bien que sa fille doive manger avec elle, elle accepte l'invitation au restaurant du lieutenant Revel.
Le mardi 17 mars 2009, vers 2h du matin, Patrick Soulier est retrouvé pendu au portail d'entrée de l'entreprise. Etc...
Le roman s'intéresse évidemment aussi au stress du médecin du travail, un contre-pouvoir urticant, [...] une sorte de camp retranché en territoire hostile (p. 40) : tu es la seule à pouvoir les sauver (p. 71) de cet homicide programmé, concerté et organisé (p. 28). Dans le monde du travail tel qu'il existe aujourd'hui, qui peut faire la différence entre les morts volontaires et ceux qu'on mène à l'abattoir (p. 317) ? Sa conscience professionnelle s'appuie sur une fragilité accentuée par ce qu'elle a vécu dans cette entreprise qui connaît le plus fort taux de suicide par salarié du pays (p. 40). Le Dr Carole Matthieu fait également référence au soleil noir des Lettres à Franca de Louis Althusser.

## Personnages
- Vincent Fournier, 52 ans, téléconseiller, dans un centre d'appels, non syndiqué
- Dr Carole Matthieu, 42 ans, ex-urgentiste, médecin du travail, employée salariée du site et sur six autres dans la zone de Valence (Drôme), sautes d'humeur
  - son ancien mari, chasseur de têtes
  - Vanessa, leur fille
- Éric Vuillemenot, directeur du site, prix Manager de l'année 2008
- Jean-Jacques Fraysse, assistant du directeur
- Éric Saint-André, Ressources humaines, détaché de Paris pour l'occasion
- Patrick Soulier, 50 ans, vigile du site
- Christine Pastres, responsable d'équipe d'appels, jugée dure, agressée par Vincent Fournier en 2008
- Richard Level, 28-29 ans, lieutenant de police, de la brigade criminelle de Valence
- Alain Pettinotti, délégué syndical réformiste
- Sylvain Pelicca, délégué syndical fiable
- Hafid Ben Ali, Claude Goujou, délégués du personnels encore moins fiables
- Hervé Sartis, 49 ans, employé, suicidaire
- Roger Vidal, 28 ans, ancien cadre
- Salima Yacoubi, 58 ans, agent(e) d'entretien, violée par Roger Vidal
- et de nombreux autres personnages

## Éditions
- Les Visages écrasés, Le Seuil, 2011[1]

## Réception
Le lectorat français apprécie ce portrait cauchemardesque de certain monde du travail particulièrement soumis au harcèlement moral au travail,,,

## Adaptation
Les Visages écrasés est adapté sous le titre de Carole Matthieu, en 2016 pour Arte, par le réalisateur Louis-Julien Petit, avec Isabelle Adjani,, Corinne Masiero, Ola Rapace, Pablo Pauly et Sarah Suco.